# Sean McCann (acteur)
Pour les articles homonymes, voir McCann.
Sean McCann, né le 24 septembre 1935 à Windsor, (Ontario, Canada), et mort le 13 juin 2019 à Toronto, (Ontario, Canada), est un acteur canadien.

## Filmographie
- 1974 : A Quiet Day in Belfast : Peter O'Lurgan
- 1975 : Sudden Fury : Polanski
- 1975 : Sidestreet (série télévisée) : insp. Alec Woodward (1975)
- 1976 : The Far Shore : Cluny
- 1977 : The World of Darkness (TV) : Matty Barker
- 1977 : The Cats Killers (The Uncanny) : Inspector
- 1977 : L'Invasion des soucoupes volantes (Starship Invasions) : Carl
- 1978 : Cementhead (TV) : Chuck
- 1978 : Three Card Monte : Car Salesman
- 1979 : Déchirée entre deux amours (Torn Between Two Lovers) (TV) : Dr Farris
- 1979 : Title Shot : Lt. Grace
- 1980 : Nothing Personal (en) : Jake
- 1980 : Les Motos sauvages (Hog Wild) : Colonal Warner
- 1980 : Atlantic City : Detective
- 1979 : The Baxters (série télévisée) : Jim Baxter (1980-1981)
- 1981 : Chasse à mort (Death Hunt) : News reporter
- 1981 : Tulips : Roger
- 1981 : Silence of the North : Man on Soup Line
- 1982 : Off Your Rocker (TV) : Lou Carmen
- 1982 : Hank Williams: The Show He Never Gave : Jack
- 1984 : Hockey Night (TV)
- 1984 : Le Dernier Rempart (The Guardian) (TV) : Lt. Yaeger
- 1985 : In This Corner (TV) : Joe Dunne
- 1985 : Reckless Disregard (TV) : Harold Stern
- 1985 : Canada's Sweetheart: The Saga of Hal C. Banks
- 1985 : One Step Away
- 1985 : Anne of Green Gables (TV) : Dr O'Reilly
- 1986 : Piégé par le fisc (Many Happy Returns) (TV)
- 1986 : Flying : Jack Crew
- 1986 : Alex: The Life of a Child (TV) : Dr Ralph Stanwyck
- 1986 : The Campbells (série télévisée)
- 1986 : Easy Prey (TV) : Paul Worthy
- 1986 : Unnatural Causes (TV)
- 1986 : Crime de la passion (The High Price of Passion) (TV) : John Benedict
- 1987 : Taking Care : Ed
- 1987 : Prescription for Murder (TV) : Ed
- 1987 : À nous deux, Manhattan (I'll Take Manhattan) (feuilleton TV)
- 1987 : Ghost of a Chance (TV) : Shields
- 1987 : Crazy Moon : Anne's Father
- 1987 : La Gagne (The Big Town) : Roy McMullin
- 1988 : The King Chronicle (feuilleton TV) : William Lyon Mackenzie King
- 1988 : The King Chronicle, Part 1: Mackenzie King and the Unseen Hand
- 1988 : The King Chronicle, Part 2: Mackenzie King and the Great Beyond
- 1988 : The King Chronicle, Part 3: Mackenzie King and the Zombie Army
- 1988 : La Loi criminelle (Criminal Law) : Jacob Fischer
- 1989 : Mindfield : Rudy
- 1989 : Passion and Paradise (TV) : Capt. Ed Melchen
- 1989 : On a tué mes enfants (Small Sacrifices) (TV) : Russell Wells
- 1990 : Common Ground (TV) : Power
- 1990 : Murder Times Seven (TV) : Victor Morgan
- 1991 : Run : Marv
- 1991 : Le Festin nu (Naked Lunch) : O'Brien
- 1992 : I'll Never Get to Heaven : John O'Doyle
- 1992 : Deadly Matrimony (TV) : Defense Attorney
- 1993 : Le Voisin (en) (The Neighbor) : lieutenant Crow
- 1993 : L'Avocat du diable (Guilty as Sin) : Nolan, Greenhill's Doorman
- 1994 : Police File (série télévisée)
- 1994 : Wild C.A.T.S: le commando galactique (série télévisée) : Marlowe
- 1994 : The Air Up There : Ray Fox
- 1994 : La Mort au bout du chemon (Fatal Vows: The Alexandra O'Hara Story) (TV) : dét. Shapiro
- 1994 : Les Jumelles Dionne (téléfilm), de Christian Duguay : Premier Mitch Hepburn
- 1994 : Descente à Paradise (Trapped in Paradise) : Chief Burnell
- 1995 : Au-delà du viol (Fight for Justice: The Nancy Conn Story) (TV) : Nancy's Father
- 1995 : Little Bear (série télévisée) (voix)
- 1995 : Le Courage d'un con (Tommy Boy) : Frank Rittenhauer
- 1995 : Almost Golden: The Jessica Savitch Story (TV)
- 1995 : L'Aigle de fer 4 (Iron Eagle IV) : Wilcox
- 1996 : Gang in Blue : Clute Mirkovich
- 1996 : Le Prix du silence (Sins of Silence) (TV) : Lee Keating
- 1996 : Seule contre tous (Hostile Advances: The Kerry Ellison Story) (TV) : Mr. Ellison
- 1996 : Swann (en) : Homer
- 1997 : Fraternité mortelle (What Happened to Bobby Earl?) (TV) : Mr. Earl
- 1997 : Au risque de te perdre (...First Do No Harm) (TV)
- 1997 : Un candidat idéal (The Absolute Truth) (TV) : Hal Gelson
- 1997 : Désigné coupable (Trial & Error) (TV) : Albert Grant
- 1997 : Affliction : Evan Twombley
- 1997 : The Defenders: Payback (TV) : John Broderick
- 1997 : Toutes les neuf secondes (Every 9 Seconds) (TV) : Mike McConnell
- 1998 : Dogboys (TV) : Pappy
- 1998 : Les Yeux du passé (Evidence of Blood) (TV) : Theodore Warfield
- 1998 : Oui-Oui du pays des jouets (Noddy) (série télévisée) : Noah
- 1998 : Simon Birch : Chief Al Cork
- 1999 : Justice (TV)
- 1999 : Le justicier reprend les armes (Family of Cops III: Under Suspicion) (TV) : Jim Grkowski
- 1999 : Roswell: The Aliens Attack (TV) : Col. Woodburn
- 2000 : Femme recherchée (Woman Wanted) : Kevin
- 2000 : Who Killed Atlanta's Children? (TV) : Aubrey Melton
- 2000 : A House Divided (TV) : Rutherford
- 2000 : Mondes possibles (Possible Worlds) : inspecteur Berkley
- 2000 : The Law of Enclosures : Hank
- 2001 : Les Liens du cœur (What Makes a Family) (TV) : juge Black
- 2001 : The Day Reagan Was Shot (TV) : Donald Regan
- 2002 : Keep the Faith, Baby (TV) : John McCormack
- 2002 : Scared Silent (TV)
- 2002 : Chicago : Judge
- 2003 : The Pentagon Papers (TV) : John Mitchell
- 2003 : The Reagans (en) (TV) : George Schultz
- 2004 : Miracle : Walter Bush
- 2004 : Moss : Moss Coogan
- 2004 : A Separate Peace (TV) : Dr Stanpole
- 2005 : Ambulance Girl (TV)
- 2005 : The River King (en) d'Edward Burns : Ernest Grey
- 2006 : Un mariage malgré tout ! (Wedding Wars) (TV) : Verne Grandy
- 2010 : Trompe-l'œil (The Front) de Tom McLoughlin (TV) : Docteur Hunter